# Jesus Hopped The A-train
Jesus Hopped The A-train er et skuespil fra 2000 af den amerikanske dramatiker Stephen Adly Guirgis. 

## Handlingen
Stykket handler om Angel, der sidder varetægtsfængslet, mens han venter på at få sin sag for retten. Han er tiltalt for at have slået en vækkelsprædikant, der har hjernevasket hans bedste ven, ihjel. Egentlig ville Angel bare skyde prædikanten i røven for at forskrække og ydmyge ham, men noget gik galt og han døde. Angel føler ikke det er hans skyld. Men på de daglige gårdture i fængslet begynder han alligevel, at komme i tvivl.  Her møder han seriemorderen Lucius, der har slået otte tilfældige mennesker ihjel. Lucius har fundet Gud i fængslet. Angel har aldrig mødt Gud, og mens skyldfølelsen vokser i ham kommer han i tvivl om hvorvidt man kan blive tilgivet for sine synder.

## Urpremiere
Jesus Hopped the A-train havde urpremiere på LAByrinth Theater i New York i 2000. Forestillingen var instrueret af Philip Seymour Hoffman.
Rollebesætningen: 
- John Ortiz i rollen som Angel
- Ron Cephas Jones i rollen som Lucius
- Salvatore Inzerillo i rollen som Charlie
- Elizabeth Canavan i rollen som Mary Jane
- David Zayas i rollen som Valdez

## Danske opsætninger
Jesus Hopped the A-train havde danmarkspremiere den 11. maj 2004 på teatret Svalegangen i Århus, som en co-produktion mellem teatret Svalegangen og teatergruppen Von Baden. Forestillingen var instrueret af Morten Lundgaard. Skuespillet var oversat af Henrik Vestergaard.
Rollebesætningen:
- Frederik Meldal Nørgaard i rollen som Angel
- Henrik Vestergaard i rollen som Lucius
- Ole Thestrup i rollen som Charlie
- Kett Lützhøft Jensen i rollen som Mary Jane
- Anders Brink Madsen i rollen som Valdez